# 1806 في المملكة المتحدة
فيما يلي قوائم الأحداث التي وقعت خلال عام 1806 في المملكة المتحدة.

## سياسة

### تعيين في المنصب
- 7 فبراير – تشارلز جيمس فوكس وزير الدولة للشؤون الخارجية وشؤون الكومنولث [الإنجليزية]‏.
- 11 فبراير – ويليام غرنفيل رئيس وزراء المملكة المتحدة.
- 24 سبتمبر – تشارلز غراي وزير الدولة للشؤون الخارجية وشؤون الكومنولث [الإنجليزية]‏، زعيم مجلس العموم [الإنجليزية]‏.

### انتهاء فترة المنصب
- 1 يناير – تشارلز سميث نائب في البرلمان [الإنجليزية]‏.
- 1 يناير – سبنسر برسيفال النائب العام لإنجلترا وويلز [الإنجليزية]‏.
- 23 يناير – ويليام بيت الأصغر رئيس وزراء المملكة المتحدة، مستشار الخزانة.
- 13 سبتمبر – تشارلز جيمس فوكس وزير الدولة للشؤون الخارجية وشؤون الكومنولث [الإنجليزية]‏.

## مواليد

### فبراير
- 11 فبراير – ليدي فلورا هاستينغز

### مارس
- 6 مارس – إليزابيث باريت براونينغ[1]
- 31 مارس – توماس كيركمان

### أبريل
- 9 أبريل – إسامبارد كينجدم برونيل[2]
- 16 أبريل – هاري جونز

### مايو
- 20 مايو – جون ستيوارت مل[3]

### يونيو
- 16 يونيو – إدوارد ديفي[4]

## وفيات

### يناير
- 1 يناير – جوزيف بيلينغز (مواليد 1758) مستكشف بريطاني.[5]
- 1 يناير – جون أباركرومبي (مواليد 1726)[6]
- 1 يناير – مونغو بارك (مواليد 1771)[7]
- 23 يناير – ويليام بيت الأصغر (مواليد 1759) سياسي بريطاني.[8]

### أبريل
- 5 أبريل – بنجامين بيل (مواليد 1749)[9]
- 10 أبريل – هوراشيو غيتس (مواليد 1727) سياسي أمريكي.[10]

### مايو
- 9 مايو – روبرت موريس (مواليد 1734) سياسي أمريكي.

### يوليو
- 11 يوليو – جيمس سميث (مواليد 1719)[11]

### سبتمبر
- 1 سبتمبر – جيمس كولنيت (مواليد 1753) مستكشف من المملكة المتحدة.[12]
- 9 سبتمبر – وليام باترسون (مواليد 1745) سياسي أمريكي.[13]
- 13 سبتمبر – تشارلز جيمس فوكس (مواليد 1749)[14]

### أكتوبر
- 22 أكتوبر – توماس شيراتون (مواليد 1751) مصمم أثاث من المملكة المتحدة.[15]
- 28 أكتوبر – شارلوت تيرنر سميث (مواليد 1749)[16]